# 德壽 (太子)
德寿（？—1306年1月3日），孛儿只斤氏，元朝皇族。元成宗铁穆耳的獨生子，母親是失怜答里。
大德九年六月初五日（1305年6月27日），元成宗冊立他為太子。大德九年十二月十八日（1306年1月3日），德寿去世。
之後元朝的皇位由元成宗二哥答剌麻八剌的次子元武宗繼承。

## 延伸阅读
[在维基数据编辑]
 《新元史/卷114》，出自柯劭忞《新元史》